# Tetsuo Okamoto
Tetsuo Okamoto (ur. 20 marca 1932 w Marílii w stanie São Paulo, zm. 1 października 2007 tamże) – brazylijski pływak.
Pochodził z rodziny japońskich emigrantów. Był pierwszym brazylijskim medalistą olimpijskim w pływaniu. Brąz wywalczył na igrzyskach olimpijskich w Helsinkach w 1952 r. w wyścigu na dystansie 1500 metrów stylem dowolnym, przegrywając z Amerykaninem Fordem Konno i Japończykiem Shirō Hashizume. Był także pierwszym człowiekiem w Ameryce Południowej, który przepłynął długość 1500 metrów poniżej 19 minut (18 minut i 51 sekund).